# Почесний хрест ветерана війни
Почесний хрест ветерана війни  1914-1918 років. (нім. Ehrenkreuz des Weltkrieges 1914/1918) також знаний як Хрест Гінденбурга або Почесний хрест для фронтовиків (нім. Ehrenkreuz für Frontkämpfer) — бронзовий пам'ятний знак учасників і жертв Першої світової війни.

## Історія
В липні 1934 року уряд Німеччини за ініціативою рейхспрезидента Пауля фон Гіденбурга започаткував почесний хрест, як орден для колишніх фронтовиків, учасників та родичів загиблих у Першій світовій війні. Установча грамота була підписана рейхспрезидентом 13 липня 1934 року, а за два дні була офіційно опублікована. Почесний хрест існував у трьох варіантах:
- Почесний хрест для фронтовиків
- Почесний хрест для учасників війни
- Почесний хрест для родичів загиблих на війні

Право на отримання ордену мали всі колишні солдати, які воювали на фронті або брали участь у війні, а також ті, чиї чоловіки, батьки чи сини загинули на війні. Нагородження орденом вимагало подання та здійснювались особисто або поштою.

## Форма й виготовлення
Орден являє собою бронзовий хрест розміром 37x37 мм. Він облаштований 2,8-мм каймою по краях хреста й вушком на верхньому промені. На лицьовому боці зображено спрямований вгору лавровий вінець зі стрічкою, що займає частину нижнього променя. Всередині вінця один під іншим записано роки «1914» і «1918», а під сам хрест знизу підкладені два мечі.
У почесному хресті для учасників війни відсутні мечі, що позначають участь у бойових діях, а замість лаврового зображено дубовий вінок. Почесний хрест для родичів загиблих на війні такої самої форми, однак вкритий чорним лаком і вручався на іншій орденській стрічці (зі зворотним порядком чорних і білих смуг).
На зворотній стороні хреста присутнє клеймо. На сьогодні відомо про 120 (різновидів) фірм виробників.

## Статистика нагороджень
- 6 202 883 хрестами були нагороджені фронтовики (учасники бойових дій)
- 1 120 449 хрестами були нагороджені учасники війни (не брали участі у битвах)
- 345 112 хрестів було вручено вдовам
- 373 950 хрестів було вручено батькам загиблих

- Почесних хрестів 1-го ступеня: 6 250 000
- Почесних хрестів 2-го ступеня: 1 200 000
- Почесних хрестів 3-го ступеня: 720 000

Серед усіх нагороджених були: 
- Герман Герінг (1 вересня 1934).
- Адольф Гітлер був (4 вересня 1934 року).
- Ганс Адам
- Лотар фон Арно де ла Пер'єр
- Рудольф Веннінгер
- Карл Дьоніц
- Вільгельм Франц Канаріс
- Гюнтер Лют'єнс
- Вильгельм Маршалл
- Георг Александр фон Мюллер
- Еріх Редер
- Адольф фон Трота
- Хейно фон Хеймбург
- Ганс Ценкер
- Ерхард Шмідт

та багато інших.

## Сучасний статус нагороди
Відповідно до закону Німеччини про порядок нагородження орденами та про порядок носіння від 26 липня 1957 року (нім. Gesetz uber Titel, Orden und Ehrenzeichen), нагороджені мали право відкрито носити хрест, оскільки на ньому відсутня нацистська символіка.